# Planeta Krull
Planeta Krull je britský fantasy film z roku 1983 režírovaný Peterem Yatesem. Pro herečku Lysette Anthony byla role princezny Lyssy jejím filmovým debutem.

## Děj
Zlý netvor se snaží podmanit si obyvatele planety Krull. Proti němu se spojí dva do té doby znepřátelené královské rody, toto spojení má být potvrzeno svatbou prince Colwyna a princezny Lyssy. V den svatby jsou ale králové zabiti, princezna Lyssa unesena a princ Colwyn zraněn. Princ Colwyn se tak stane nový králem. Jeho úkolem je zachránit princeznu Lyssu. Colwynůw přítel Ynyr pomůže Colwynovi najít zázračnou zbraň, pěticípou hvězdici. Na své cestě za osvobozením Lyssy se Colwyn setká s kyklopy, jednookými lidmi, kteří se jednoho oka vzdali ve prospěch netvora, ale nakonec zjistili, že je netvor obelstil. S pomocí hvězdice Colwyn Lyssu zachrání a přemůže do té doby neporaženého netvora.

## Obsazení
| Ken Marshall      | Colwyn               |
| Lysette Anthony   | Lyssa                |
| Lindsay Crouse    | hlas princezny Lyssy |
| Freddie Jones     | Ynyr                 |
| Francesca Annis   | vdova z pavučiny     |
| Alun Armstrong    | Torquil              |
| Liam Neeson       | Kegan                |
| David Battley     | Ergo                 |
| Bernard Bresslaw  | Reel, kyklop         |
| Robbie Coltrane   | Rhun                 |
| Michael Elphick   | Rhunův hlas          |
| Belinda Mayne     | Velta                |
| John Welch        | Emerald Seer         |
| Graham McGrath    | Titch                |
| Tony Church       | Turold               |
| Bernard Archard   | Eirig                |
| Dicken Ashworth   | Bardolph             |
| Todd Carty        | Oswyn                |
| Clare McIntyre    | Merith               |
| Bronco McLoughlin | Nennog               |
| Andy Bradford     | Darro                |
| Gerard Naprous    | Quain                |
| Bill Weston       | Menno                |

### Nezmínění v titulcích
Následující herci nejsou zmínění v titulcích:
| Derek Lyons   | bílý zabiják s tigrem |
| Trevor Martin | hlas šelmy            |
| Dinny Powell  | zabiják v bažině      |
| Nosher Powell | zabiják v bažině      |
| Tom Rumpf     | bojovník s mečem      |